# Бачин Дол
Бачин Дол (хорв. Baćin Dol) — населений пункт у Хорватії, у Бродсько-Посавській жупанії у складі громади Церник.

## Населення
Населення за даними перепису 2011 року становило 381 осіб.
Динаміка чисельності населення поселення:

## Клімат
Середня річна температура становить 10,88 °C, середня максимальна – 24,87 °C, а середня мінімальна – -5,42 °C. Середня річна кількість опадів – 905 мм.
| Клімат поселення                              | Клімат поселення | Клімат поселення | Клімат поселення | Клімат поселення | Клімат поселення | Клімат поселення | Клімат поселення | Клімат поселення | Клімат поселення | Клімат поселення | Клімат поселення | Клімат поселення | Клімат поселення |
| Показник                                      | Січ.             | Лют.             | Бер.             | Квіт.            | Трав.            | Черв.            | Лип.             | Серп.            | Вер.             | Жовт.            | Лист.            | Груд.            |                  |
| Середній максимум, °C                         | 6,96             | 8,39             | 12,69            | 16,98            | 21,78            | 24,87            | 24,02            | 23,63            | 19,83            | 14,78            | 9,36             | 5,15             |                  |
| Середня температура, °C                       | 0,76             | 2,20             | 6,48             | 10,80            | 15,57            | 18,66            | 20,57            | 20,19            | 16,37            | 11,31            | 5,92             | 1,69             |                  |
| Середній мінімум, °C                          | −5,42            | −3,99            | 0,30             | 4,59             | 9,40             | 12,50            | 17,11            | 16,72            | 12,90            | 7,86             | 2,44             | −1,76            |                  |
| Норма опадів, мм                              | 56               | 52               | 61               | 76               | 84               | 103              | 84               | 84               | 72               | 78               | 85               | 70               |                  |
| Середньомісячна швидкість вітру, м/с          | 1.84             | 2.10             | 2.40             | 2.33             | 2.11             | 1.93             | 1.89             | 1.74             | 1.75             | 1.81             | 1.86             | 1.91             |                  |
| Середньомісячна сонячна радіація, кДж/м²·день | 4364             | 7152             | 10939            | 15223            | 19282            | 21477            | 22317            | 20031            | 14823            | 9274             | 4955             | 3651             |                  |
| --------------------------------------------- | ---------------- | ---------------- | ---------------- | ---------------- | ---------------- | ---------------- | ---------------- | ---------------- | ---------------- | ---------------- | ---------------- | ---------------- | ---------------- |
| Джерело:                                      |                  |                  |                  |                  |                  |                  |                  |                  |                  |                  |                  |                  |                  |